# Courtoisie héraldique
Pour les articles homonymes, voir Courtoisie et Héraldique.
 (septembre 2024).

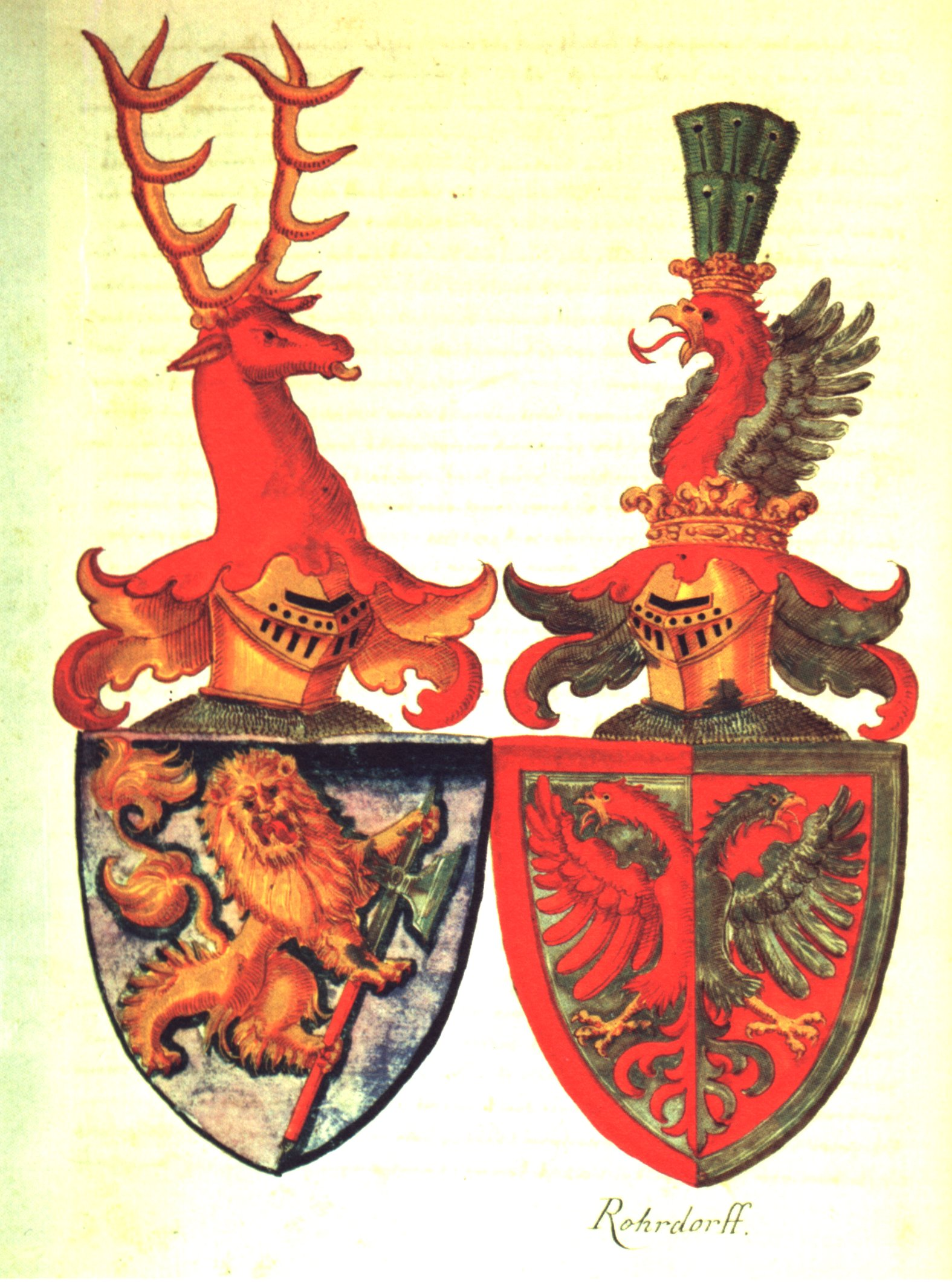
Armes d'alliance des familles Zimmern et Rohrdorf (Allemagne du sud) contournées par courtoisie héraldique.

Le terme courtoisie héraldique désigne la modification d'un blason faite dans un but esthétique, d'équilibre ou d'harmonie.

## Quelques exemples

### Armoiries d'alliance

Écu parti de Marie de Brabant, reine de France (1275-1285)

Il était fréquent qu'une femme mariée, quand elle faisait usage d’armoiries, arborât les écus accolés de son époux à dextre et de son père à senestre ou qu'elle use d'un écu parti des armes de son mari (à dextre) et de celles de son père à senestre.
Quand dans les armes du mari figurait un lion ou un quadrupède (qui sont ordinairement dirigés vers dextre), ceux-ci tournaient alors le dos aux armes familiales de la dame ; par courtoisie il était alors fréquent de contourner ces lions ou quadrupèdes pour les faire regarder ou se diriger vers les armes de la dame - de fait c'est l'ensemble du blason qui était alors contourné.

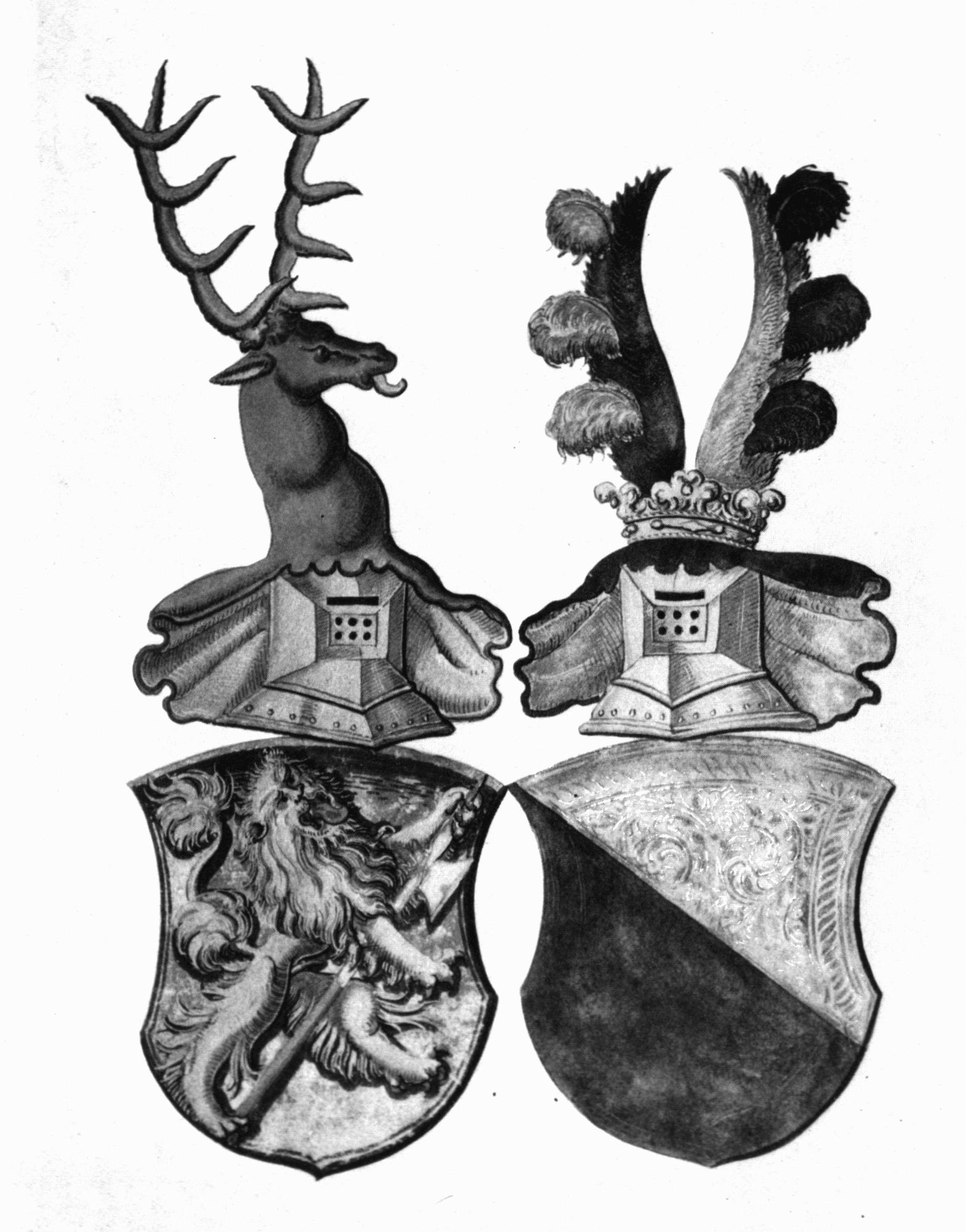
Armes du mari contournées par courtoisie héraldique, familles Zimmern - Abensberg.

On peut aussi appliquer ceci à une aigle qu'on fait regarder à senestre par courtoisie de la même façon.

Armes de la commune française de Bouxwiller - Bas-Rhin.

De  même, il était fréquent de contourner le heaume du mari afin de ne pas tourner le dos à celui de son épouse. Cette règle s'applique encore dans les pays ou l'on trouve parfois 2, 3, 5, 7 heaumes sur l'écu. Ceux de dextre sont alors contournés par courtoisie, prenant une position de face à face avec les heaumes de senestre.

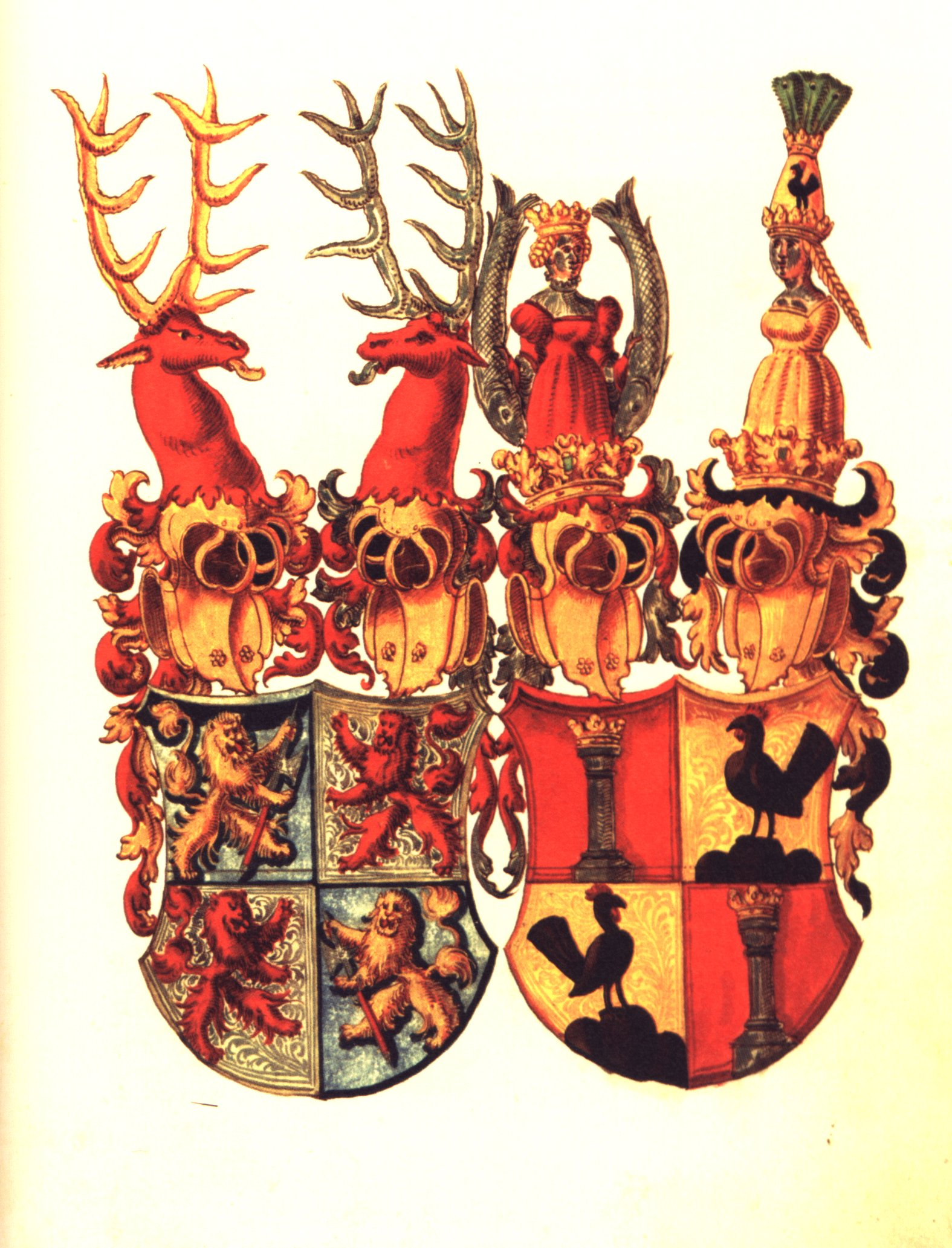
Armes d'alliance de la famille Zimmern.

### Les armoiries des ducs de Gueldre et de Juliers
On peut rencontrer ce cas dans des armes à plusieurs quartiers représentant des provinces ou des royaumes d'un grand seigneur : s'il se produit que deux lions se trouvent ainsi côte à côte, il arrive qu'on contourne celui de dextre par courtoisie pour la province ou le royaume représenté par le lion de senestre. C'est toutefois moins fréquent dans un écu écartelé que dans un écu parti.

Duché de Gueldre.
Armoiries des ducs de Gueldre et de Juliers.
Duché de Juliers.

Armes de Lorraine en 1473 combinée avec Gueldre-Juliers.
Les armes du Hainaut (écartelé de Flandre et de Hollande) montre que cette pratique «de courtoisie» ne constituait pas une règle.

### Les armoiries d'Alsace-Lorraine et d'Alsace

#### Alsace-Lorraine

Armoiries du Reichsland Elsass-Lothringen  (Terre impériale d'Alsace-Lorraine) adoptées officiellement en 1891.

Les armoiries, timbrées d'une couronne princière, reposent sur l'aigle impériale allemande surmontée d'une couronne impériale. Elles combinent les armoiries de la Haute et de la Basse-Alsace contournées par courtoisie héraldique vers celles de la Lorraine. Ces armoiries ont été de facto abrogées lors du retour de ce territoire à la France en 1919.

#### Alsace
Sur l'ancien blason d'Alsace, il a fallu combiner deux autres blasons comportant chacun une bande. Les mettre côte-à-côte sans inversion aurait été disgracieux. D'où le retournement de la Basse-Alsace. Outre le problème esthétique qui, presque à coup sûr, est intervenu à la vue des armoiries de Basse et Haute Alsace, on peut éventuellement considérer que, dans un écu parti, comportant une bande dans chacun des demi-champs, celle de dextre "tourne le dos" à celle de senestre et que, par courtoisie, on contourne cette bande pour en faire une barre afin qu'ainsi elle "regarde" vers la bande de senestre.

Le drapeau de la Basse-Alsace.
Ancien blason de la Région d'Alsace.
Le drapeau de la Haute-Alsace.

Blason actuel de la Région Alsace.

Ce n'est pas la seule liberté qu'un artiste puisse prendre en matière de courtoisie héraldique. En effet, une certaine liberté quant à la modification de taille de certains meubles ou de l'écu lui est laissée dans un but esthétique. Exemples :

### Les Montmorency et leurs alérions
Les Montmorency et leurs alérions qui, au fur et à mesure des siècles, sont passés de quatre à seize. Il fallait bien les rentrer sur l'écartelé et ceux des parties 3 et 4 ont dû subir une diminution de la taille pour pouvoir être représentés en entier.

Blason de Mathieu Ier de Montmorency (+1160).
Blason de Mathieu II de Montmorency[N 5].
Montmorency-Laval.

## Galerie

Les armoiries du grand-duc Jean de Luxembourg adoptées lors de son mariage avec la princesse Joséphine-Charlotte de Belgique en 1953 : le lion Nassau est contourné par courtoisie.
L'écu de Marie de Hongrie entouré de la cordelière de courtoisie des douairières d'argent, et timbré d'une couronne.
Armoiries de la commune de Nonzeville dans les Vosges : Parti d'argent à la barre d'azur chargée de trois roses d'argent et d'or à la bande de gueules chargée de trois alérions d'argent, au N de gueules brochant en pointe. Le chapitre de la cathédrale de Saint Dié portait une bande d'azur chargée de trois roses d'argent. Ici, par courtoisie héraldique, la bande a été transformée en barre[2].